# Ноєнкірхен (Штаде)
Ноєнкірхен (нім. Neuenkirchen) — громада в Німеччині, розташована в землі Нижня Саксонія. Входить до складу району Штаде. Складова частина об'єднання громад Люге.
Площа — 8,04 км2. Населення становить 849 ос. (станом на 31 грудня 2021).